# Сенке греха
Сенке греха (порт. Da cor do pecado) бразилска је теленовела, продукцијске куће Реде Глобо, снимана током 2003. и 2004.
У Србији је приказивана током 2007. и 2008. на телевизији Кошава.

## Синопсис
Љубавна прича, испричана као романтична комедија, која се бави значајем људских вредности у материјалистичком друштву. Љубавни троугао открива сукоб два концепта: морала и амбиције.
Серија говори о различитим животним путевима Пака и Апола, близанаца који се никада нису срели.
Ботаничар Пако Ламбертини, наследник великог богатства, заљубљује се у Прету, „специјалисту за лековите траве“. Њихову везу компликује Пакова вереница Барбара. После једне несреће, Пака спашава Улисес Сардиња, који мисли да је Пако његов брат – Аполо Сардиња. На крају, Пако преузима Аполов идентитет и отпочиње нови живот као члан породице џијуџицу бораца. Мада нико није тога свестан, Аполо и Пако су близанци. Њихова прича почиње у далекој прошлости, када су Алфонсо Ламбертини и Едиласија Сардиња имали аферу. Алфонсо је напустио Eдиласију и одвео са собом Пака, не знајући да има још једног сина – Апола. Едиласија је одгајила Аполоа и његова четири брата и научила их техници борилачке вештине џијуџицу. За то време, предузетник Алфонсо је стекао велико богатство. У садашњости, на почетку серије, и Пако и Аполо су несрећни. Аполо је уморан од силних борби на турнирима и сталног пребацивања мајке. У потрази за слободом, Аполо и његов „брат“ Улисес одлазе од куће. У исто време, у Риу, и Пако жели да побегне. Мучи га његова веза са Барбаром и стално се свађа са оцем. Алфонсо жели да га Пако одмени у породичном животу, али Пако не мари за новац и ужива у једноставном животу ботаничара…

## Улоге
| Глумац:            | Улога:                        |
| ------------------ | ----------------------------- |
| Таис Араухо        | Прета де Соуза                |
| Рејналдо Ђанекини  | Пако Ламбертини Аполо Сардиња |
| Ђована Антонели    | Барбара Кампос                |
| Лима Дуарте        | Алфонсо Ламбертини            |
| Роси Кампос        | Едиласија Мамушка Сардиња     |
| Араси Балабаниан   | Ђермана Кордиоли              |
| Сергио Малеирос    | Раж де Соуза                  |
| Гиљерме Вебер      | Антони Тони Пергонес          |
| Туса Андрада       | Карлос Енрике Каике Кабрал    |
| Леонардо Брисио    | Улисес Сардиња                |
| Маите Проенса      | Вериња Содре Кампос           |
| Неј Латорка        | Едуардо Еду Кампос            |
| Фелипе Латге       | Октавио Кампос                |
| Матеус Наћтергаеле | Елио тата Елињо               |
| Роко Питанга       | Фелипе Гарсија                |
| Кајо Блат          | Абелардо Сардиња              |
| Алине Мораес       | Моа Насимиенто Матар          |
| Карина Бачи        | Тина                          |
| Кауа Рејмонд       | Тор Сардиња                   |
| Џонатан Хагенсен   | Доривал Додо                  |
| Соланж Коуто       | Доња Лита                     |
| Ванеса Гербели     | Тансиња                       |
| Педро Нешлиг       | Дионисио Дио Сардиња          |
| Арлиндо Лопес      | Сесиња                        |
| Тијаго Мартинс     | Сал                           |
| Грасијела Морето   | Валфреда Беки Бастос          |